# Bíró Ferenc (tanár)
Felsőalmási Bíró Ferenc (1760 körül – Kolozsvár, 1820. január 8.) református főiskolai tanár.

## Élete
Református főiskolai tanárként működött Kolozsvárott, ahol a római és hazai törvényeknek és politikának 25 évig volt tanára és Máramaros-, Bereg-, Ugocsa- és Szatmár vármegyék táblabírája. 60 éves korában hunyt el.

## Munkája
- Erdélyország régibb és ujabb idejű polgári történeteinek kérdésekbe foglalt rövid rajzolatja. Kolozsvár, 1805.